# Bottomless Pit
Bottomless Pit es el quinto álbum de estudio por el grupo experimental de hip hop Death Grips, sacado el 6 de mayo de 2016 por Third Worlds y Harvest Records.

## Origen
El 21 de octubre de 2015, el grupo cargó un video a su página de YouTube titulada Bottomless Pit. Publicó metraje de 2013 de la actriz difunta americana Karen Black recitando líneas de una escritura de la película que Zach Hill escribió unos meses antes de su muerte. También, publicaron su sitio web y Facebook que este sería el título para su quinto álbum del estudio oficial próximo.
El 6 de febrero de 2016, Death Grips sacó una canción titulado "Hot Head" de su álbum próximo en sus cuentas de SoundCloud y YouTube.
El 18 de marzo de 2016, la banda publicó un poste de Facebook publicada las ilustraciones de portada para Bottomless Pit and the track listing.
El 19 de abril de 2016, la banda anunció una fecha de lanzamiento del seis de mayo por un poste de Facebook junto a un enlace de descarga para un documento contenido las letras para cada pista en el álbum.
El 29 de abril de 2016 lo filtró en su totalidad del SoundCloud oficial por Reddit.

## Recepción crítica
En promedio, el álbum recibió 80 de 100, que se basó en 11 revisiones. Muchos críticos compararon el álbum con The Money Store como resultado del sonido.
Pitchfork escribió, "En su álbum nuevo, 'Bottomless Pit', cosen juntos uno de sus grotescos más cohesionados, renovando su enfoque en la composición de canciones, en vez de la chicanería." Pretty Much Amazing describió el álbum como "la mejor versión de uno de los artistas más emocionantes de la década de 2010", mientras PopMatters declaró, "Bottomless Pit claramente no sería para todos los aficionados de hip-hop o punk, pero es imposiblenegar que este álbum, al igual que el resto del catálogo del trío, está haciendo un servicio muy necesario a ambos géneros experimentando con ellos de formas inimaginables."

## Lista de canciones
| N.º   | Título                                  | Duración |  |
| 1.    | «Giving Bad People Good Ideas»          | 3:07     |  |
| 2.    | «Hot Head»                              | 4:18     |  |
| 3.    | «Spikes»                                | 3:05     |  |
| 4.    | «Warping»                               | 2:54     |  |
| 5.    | «Eh»                                    | 2:52     |  |
| 6.    | «Bubbles Buried in This Jungle»         | 2:40     |  |
| 7.    | «Trash»                                 | 2:52     |  |
| 8.    | «Houdini»                               | 2:44     |  |
| 9.    | «BB Poison»                             | 3:06     |  |
| 10.   | «Three Bedrooms in a Good Neighborhood» | 3:03     |  |
| 11.   | «Ring a Bell»                           | 2:26     |  |
| 12.   | «80808»                                 | 3:16     |  |
| 13.   | «Bottomless Pit»                        | 2:55     |  |
| 39:20 |                                         |          |  |

## Personal
Créditos tomada de notas del forro de Bottomless Pit.
Death Grips
- MC Ride – Voces
- Zach Hill – Batería, producción
- Andy Morin – Teclado, producción

Personal adicional
- Clementine Creevy – Voces (Pista 1)
- Nick Reinhart – Guitarra (Todas Pistas), Bajo (Pista 2)
- Geoff Neal – Ingeniería
- Morgan Stratton – Ingeniería

## Tablas
| Tabla (2016)                   | Posición Máxima |
| ------------------------------ | --------------- |
| Estados Unidos (Billboard 200) | 193             |